# Història de les representacions eròtiques

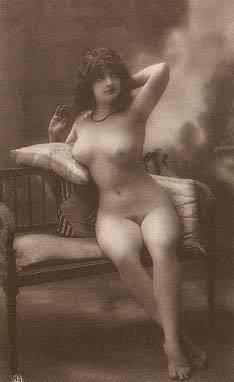
Fotografia eròtica del segle XIX

Les representacions eròtiques les trobem en pintures, escultures, fotografies, obres dramàtiques, composicions musicals i literàries que mostren escenes de naturalesa sexual.
Aquestes representacions les han creat gairebé totes les civilitzacions, tant les antigues com les modernes. Les cultures primitives associaven amb freqüència l'acte sexual amb forces sobrenaturals i, per això, les seves religions hi estan entrellaçades. Per exemple, a països asiàtics com l'Índia, Nepal, Sri Lanka, el Japó i la Xina les representacions sexuals i l'art eròtic tenen significats espirituals específics dins de les religions natives de l'hinduisme, budisme, xintoisme i taoisme. També els antics grecs i romans van produir art i decoració de naturalesa eròtica integrat dins de les seves creences religioses i pràctiques culturals.
Tanmateix, el triomf de la civilització judeocristiana a Occident va negar tota dimensió espiritual i va imposar una visió vergonyosa o pecaminosa de les representacions eròtiques i li va negar una dimensió estètica o artística.
Per situar els límits entre erotisme i pornografia, André Breton va dir: «La pornografia és l'erotisme dels altres», només per a demostrar que el que per a un pot semblar una situació pornogràfica, pot ser tolerada per un altre i la pot incloure de manera més elegant dins de l'erotisme (això s'aplica a individus, èpoques o civilitzacions). Això demostra que la definició del concepte de pornografia es basa, principalment, en la percepció dels individus. D'altra banda, la nuesa és un element essencial de la pornografia, però no és una garantia d'això; la pornografia requereix una recepció basada en l'excitació sexual.
En èpoques més actuals, les representacions eròtiques han passat de ser un article de luxe per a uns pocs a un producte quotidià i, fins i tot per uns altres, un negoci. Cada avenç tècnic, com la impremta, la fotografia, el cinema i els ordinadors, ha estat adaptat per distribuir aquestes representacions.

## Actituds històriques envers les representacions eròtiques

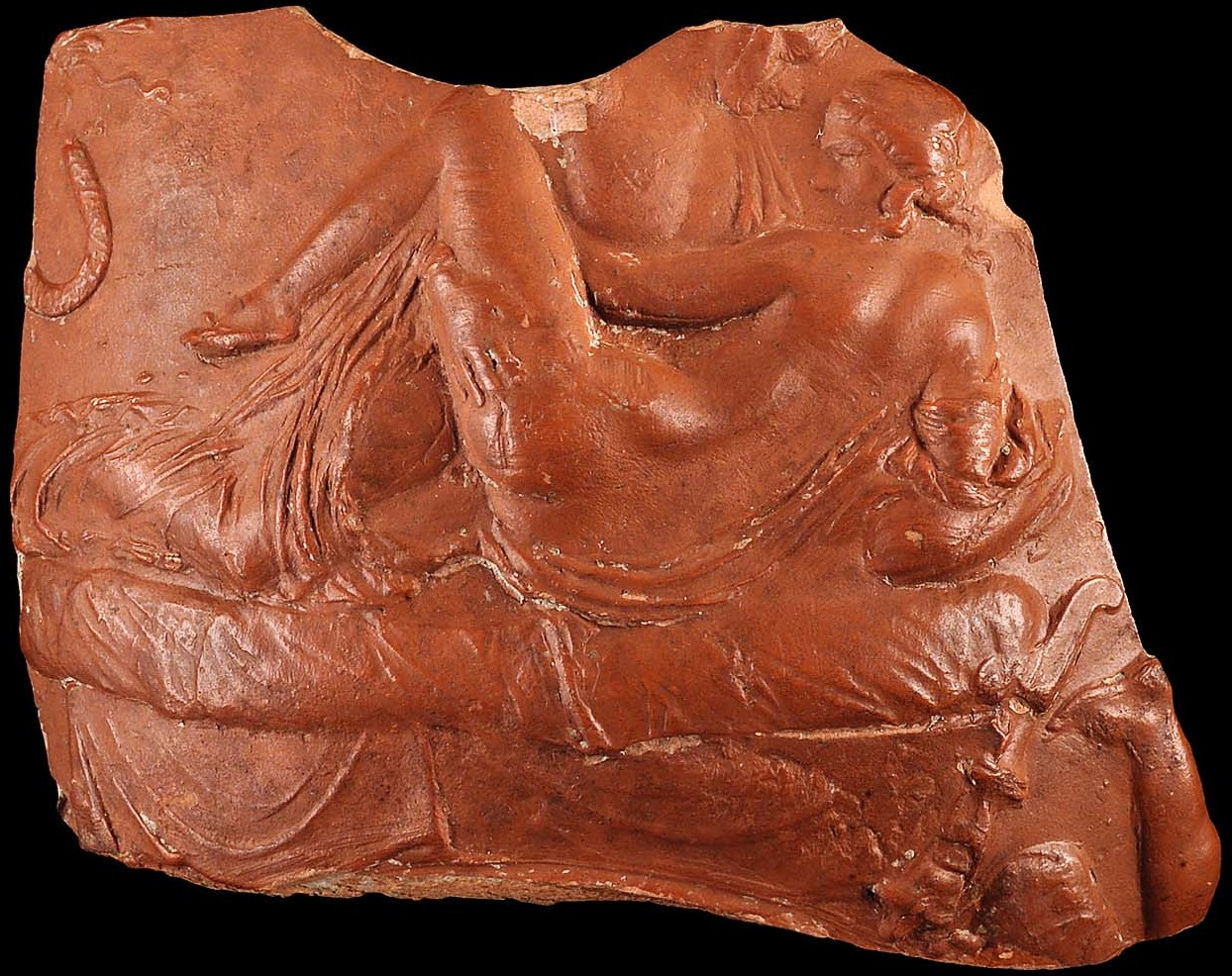
Bol romà amb una escena eròtica procedent d'Arezzo.

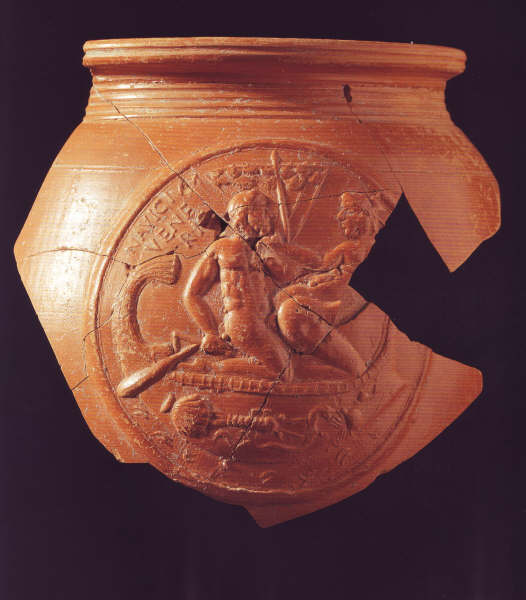
Atuell o recipient eròtic Navigium Veneris procedent de Lió, període Romà.

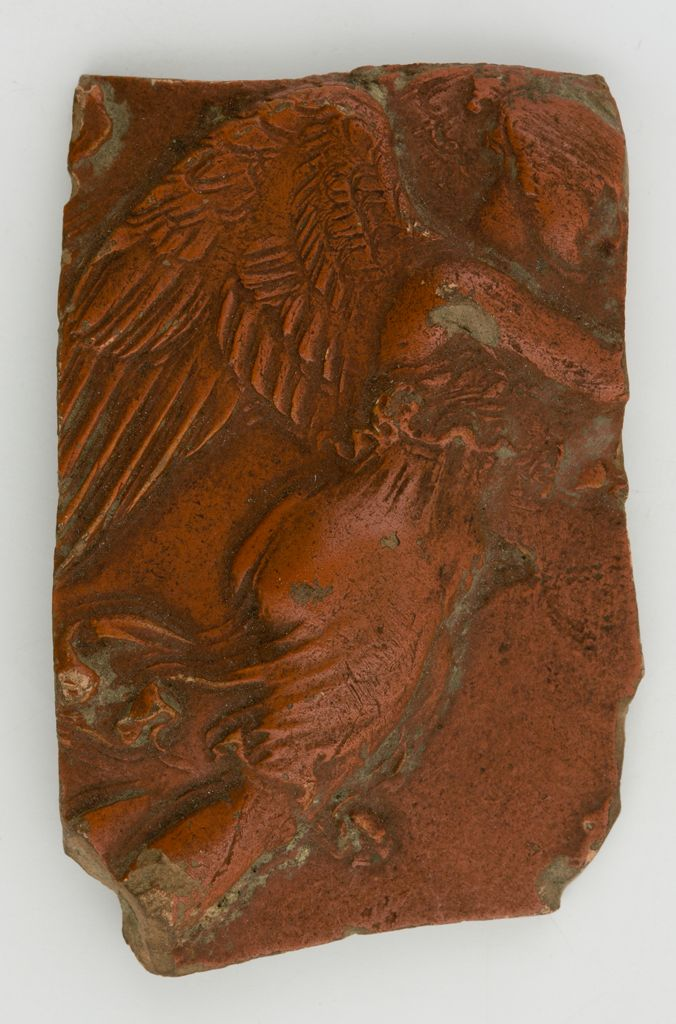
Deessa romana Victòria en un fragment de ceràmica Aretina del període d'August 31 aC.– 14 dC.

En temps primitius, les representacions eròtiques eren un subconjunt de l'art indígena o religiós propi de cada cultura i, en conseqüència, no eren tractades de manera diferent a la resta d'imatges.
El concepte modern de pornografia no va aparèixer fins a l'època victoriana, però al·ludia a escrits sobre meuques. Amb tot, la definició actual no va ser afegida fins a mitjan segle XIX, quan va ser recollida per primera vegada en un diccionari mèdic anglès de 1857, que la definia com «una descripció de les prostitutes o la prostitució, com a qüestió d'higiene pública». El 1864, la primera versió de la definició moderna va aparèixer al Webster's Dictionary amb la següent definició: «il·lustració llicenciosa usada per a decorar les parets de les habitacions consagrades a les orgies bacanals, exemples d'aquestes les troben a Pompeia». Per tant, al·ludeix, per primer cop, a imatges explícites. Encara que alguns actes sexuals específics estaven regulats o prohibits per lleis anteriors, la simple contemplació d'objectes o imatges no va ser prohibida en cap país fins a 1857. En alguns casos, la possessió de certs llibres, gravats o col·leccions d'imatges sí que va ser prohibida, però la tendència a dictar lleis que restringien la visió d'objectes sexuals explícits va ser un concepte victorià.
A partir del 1860 van realitzar-se excavacions importants a Pompeia. Això va donar a conèixer gran part de l'art eròtic dels romans i, de retruc, van commocionar a la societat victoriana que es veia a si mateixa com a hereva intel·lectual de l'Imperi romà. No va saber què fer amb les representacions sexualment explícites i van procurar amagar-les de tots els que no formessin part de l'elit d'investigadors clàssics. A més, els objectes transportables van ser tancats en el Gabinet Secret del Museu Arqueològic de Nàpols, i els que no podien moure's van ser coberts o acordonats perquè no corrompessin la sensibilitat de dones, nens i obrers. Les primeres lleis angleses (i mundials) que criminalitzaven la pornografia van ser promulgades amb l'Obscene Publications Act de 1857.

## Representacions eròtiques de la Prehistòria i a l'Edat Moderna

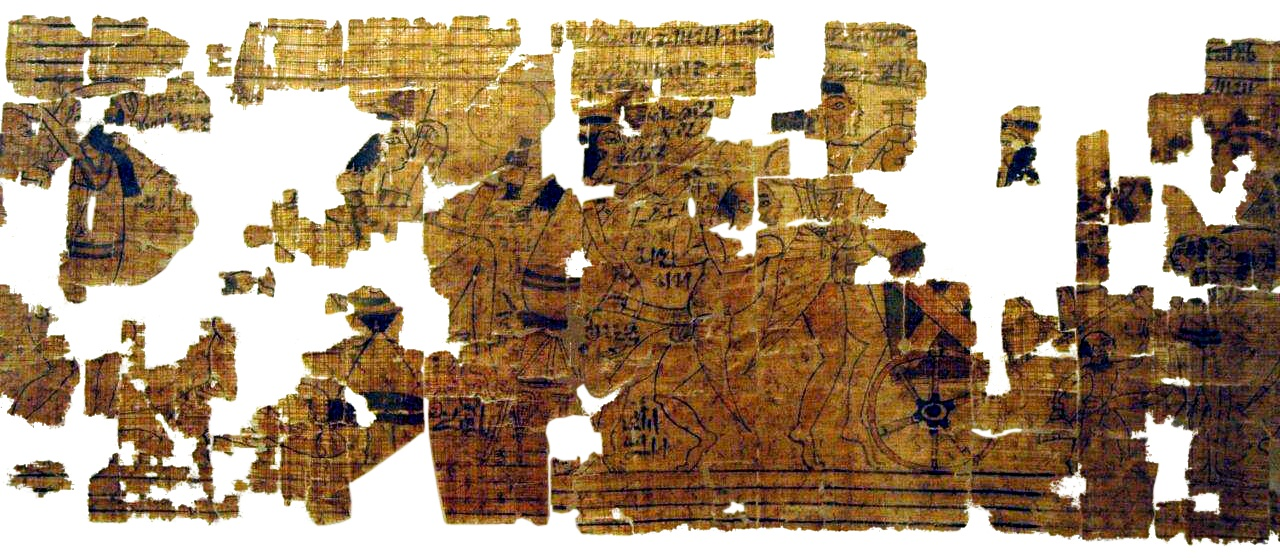
Papir eròtic i satíric de Torí on es pot apreciar escenes amb representacions eròtiques, Der el-Medina, Regne Nou, Dinastia XX, Egipte (1186 - 1070 aC). Article C.2031 del Museu de Torí.

Entre els exemples més antics conservats de representacions eròtiques hi ha els gravats i les pintures rupestres paleolítiques. Normalment, són imatges d'animals, escenes de caça i representacions de genitals humans (que es creu que són símbols de fertilitat). Els éssers humans nus amb característiques sexuals exagerades apareixen en algunes pintures i objectes paleolítics com les Venus paleolítiques o la dansa fàl·lica de la roca dels Moros (el Cogul).
L'abril de 2005, arqueòlegs alemanys van informar que havien trobat una escena de 7200 anys d'antiguitat que representava una figura masculina inclinada sobre una altra femenina en una forma suggestiva de l'acte sexual. La figura masculina, batejada «Adonis de Zschernitz», sembla que no pretén l'excitació sexual individual, sinó que més aviat, les imatges poden haver tingut una importància espiritual i estan, probablement, relacionades amb rituals de fertilitat.
Els antics grecs solien pintar escenes sexuals de relacions homosexuals i de pederàstia en la ceràmica. Com en l'art grec no existia el concepte de pornografia, no hi ha representacions il·legals o immorals: l'art simplement reflecteix escenes de la vida diària, i en tot cas algunes són més sexuals que unes altres. Així poden veure fal·lus esculpits en llocs de culte, com ara el temple de Dionís a Delos o objectes domèstics quotidians i protectors com l'herma, una estàtua amb un cap sobre un pedestal quadrat i un fal·lus prominent al davant. L'ideal masculí grec tenia un penis petit, estètica que més tard van adoptar els romans. Els grecs també van crear el primer exemple famós de lesbianisme a Occident, amb l'Himne a Afrodita de Safo i altres obres homoeròtiques.

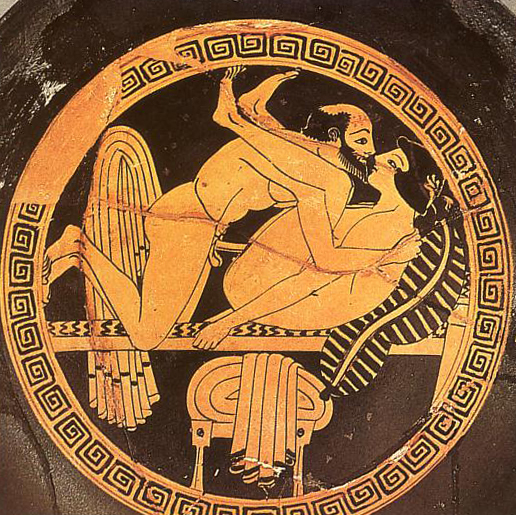
Home i Hetera fornicant, Pintor de Triptolemos, Atenes, 470 aC., Museu Nazionale Tarquinia.

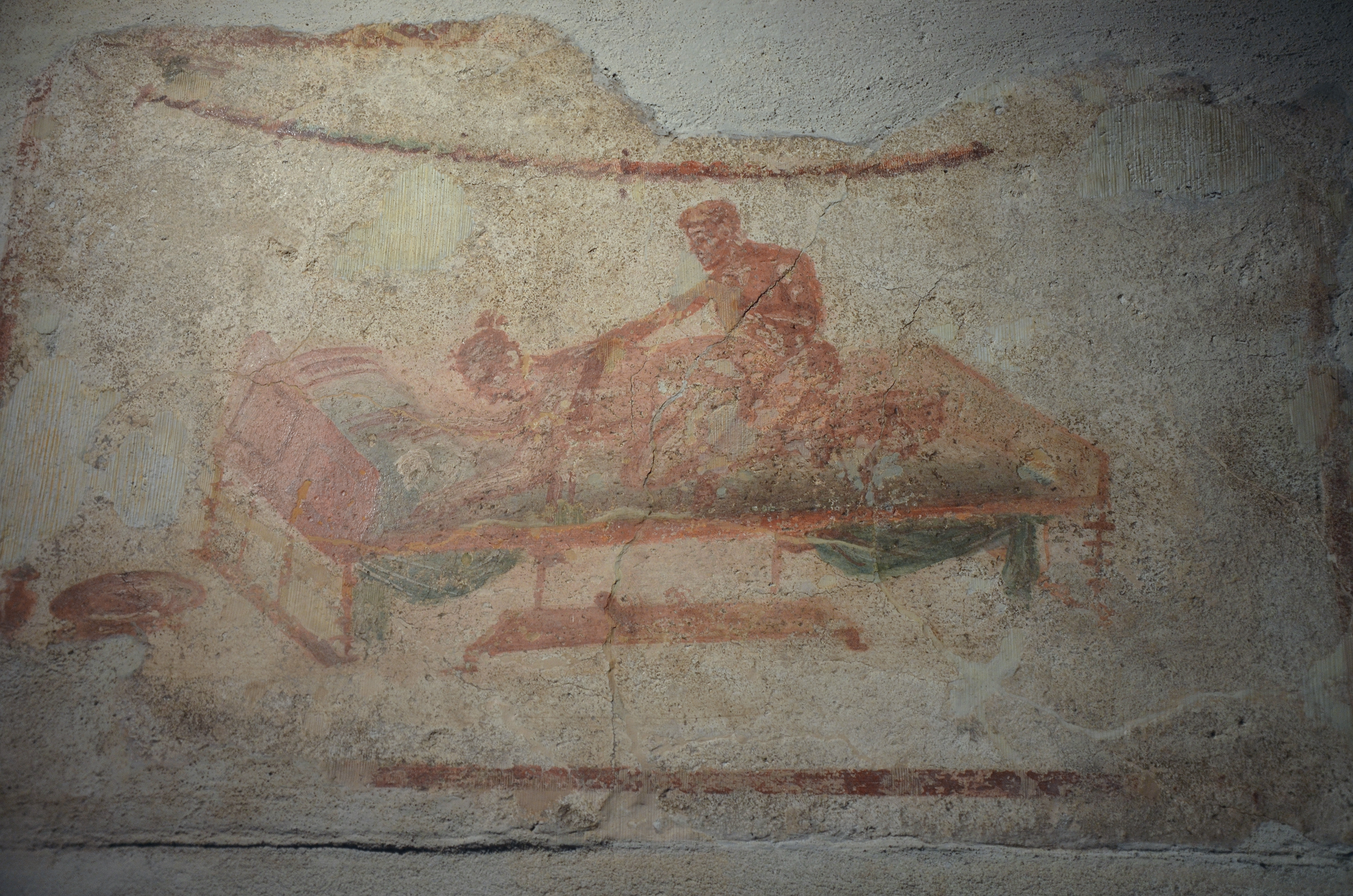
Lupanar de Pompeia. Fresc de paret. Escena eròtica.

En edificis romans de Pompeia i Herculà els arqueòlegs han trobat nombroses pintures i escultures sexualment explícites, si bé el propòsit original d'aquestes representacions potser no és pas eròtic. Per exemple, a la «Vila dels Misteris» hi ha una escena de flagel·lació ritual que està clarament relacionada amb un culte religiós, per la qual cosa pot considerar-se que aquesta imatge té una importància més religiosa que ritual. En canvi, les pintures explícites sobre cada porta del lupanar de Pompeia donen publicitat als serveis sexuals que s'hi oferien. També a Pompeia trobem fal·lus i testicles gravats a les voreres com a decoració general i per ajudar els visitants a orientar-se en direcció al barri de la prostitució i l'entreteniment . Els romans consideraven les representacions sexuals de bon gust i, de fet, les pintures reflecteixen els costums i les pràctiques sexuals habituals, com en el cas de la copa Warren. Per contra, els actes sexuals que es consideraven tabú (com els que profanaven la puresa de la boca) es representaven a les termes buscant un efecte còmic. Els fal·lus grans es gravaven sovint prop de les portes d'entrada a les llars, atès que eren considerades un encanteri que duia la bona sort. Un dels primers objectes excavats quan es va descobrir el complex de Pompeia va ser una estàtua de marbre mostrant al déu Pa mantenint relacions sexuals amb una cabra, una representació detallada de zoofilia considerada tan obscena que encara avui dia encara no ha estat exposada al públic i es conserva al Gabinet Secret del Museu Arqueològic de Nàpols.
La cultura mochica del Perú també va ser un poble antic que va esculpir escenes de sexe explícit en la seva ceràmica. No obstant això, la seva finalitat era molt diferent a la d'altres cultures primitives: els mochicas creien que el món dels morts era l'oposat exacte del dels vius. Per tant, per a les ofrenes funeràries fabricaven atuells que mostraven actes sexuals com masturbacions, fel·lacions i sexe anal que no els creaven incomoditat. De fet, esperaven que en el món dels morts tindrien un significat oposat i afavoririen la fertilitat.

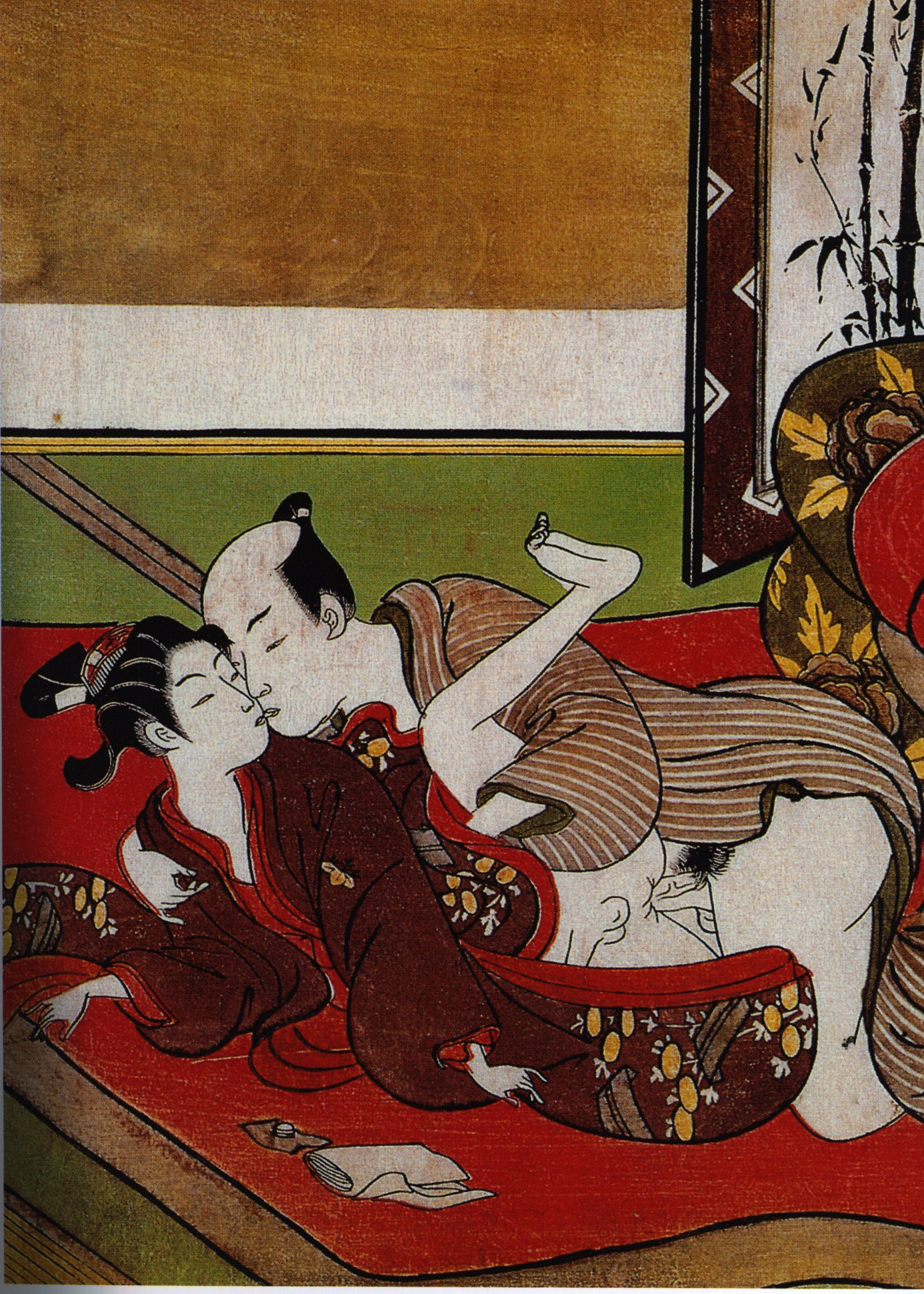
Shunga (el Japó).

A Orient hi ha hagut una llarga tradició de pintura eròtica. El Japó, la Xina, l'Índia, Pèrsia i altres països van produir gran quantitat d'obres d'art que celebraven la capacitat humana de l'amor. Les obres representen l'amor entre homes i dones així com també entre persones del mateix sexe. Al Japó, l'art eròtic va conèixer els seus majors èxits amb la impressió de blocs de fusta. L'estil va ser conegut com shunga i alguns dels seus primers practicants (com Harunobu o Utamaro) van produir-ne un gran nombre. Addicionalment, els rotllos de pergamí pintats a mà també van ser molt populars. El shunga va aparèixer en el segle xiii  i va créixer en popularitat malgrat que hi va haver intents ocasionals d'eliminar-lo, el primer dels quals va ser una prohibició sobre els llibres coneguts com kōshokubon (好色本) (kōshokubon) dictada pel shogunato Tokugawa el 1722. No va ser fins al segle XIX que el shunga va deixar de produir-se quan es va popularitzar la fotografia.
La tradició eròtica xinesa també va ser extensa amb exemples d'art eròtic datats des de la dinastia Iuan (1271-1368). L'art eròtic xinès va assolir el cim durant cap el final de la dinastia Ming.
A la Xina i el Japó, l'erotisme va tenir un paper important en el desenvolupament de la novel·la. La Història de Genji, obra d'una noble japonesa del segle XI anomenada sovint com «la primera novel·la del món», relata les nombroses aventures amoroses del seu heroi en un llenguatge discret però carnal. Del segle xvi  xinès, n'hi ha una de més explícita: Prunes en un atuell d'or que ha estat considerada una de les grans novel·les clàssiques de la literatura xinesa. La Història de Genji ha estat celebrada al Japó des que va ser escrita, però les Prunes en un atuell d'or va ser prohibida per pornogràfica durant molt de temps.
En les miniatures dels manuscrits medievals les escenes eròtiques també van ser comunes, però arribaren a un públic reduït, ja que els llibres escrits a mà eren extremadament cars. La majoria d'aquests dibuixos apareixen en els marges de llibres d'hores. Molts investigadors medievals creuen que aquestes pintures satisfeien les demandes medievals d'imatges eròtiques i religioses en un únic llibre, però la representació de sacerdots i altres autoritats dedicats a actes sexuals suggereix també orígens polítics.

## Inici de la distribució massiva

### La impremta
Amb la invenció de la impremta de Johannes Gutenberg les imatges sexualment explícites van començar a circular massivament a Occident. Abans les imatges eròtiques es feien a mà i, per tant, eren cares i limitades als homes de la cúspide de la piràmide estamental qui deliberadament les mantenien allunyades dels estaments inferiors perquè temien l'efecte luxuriós dels analfabets.

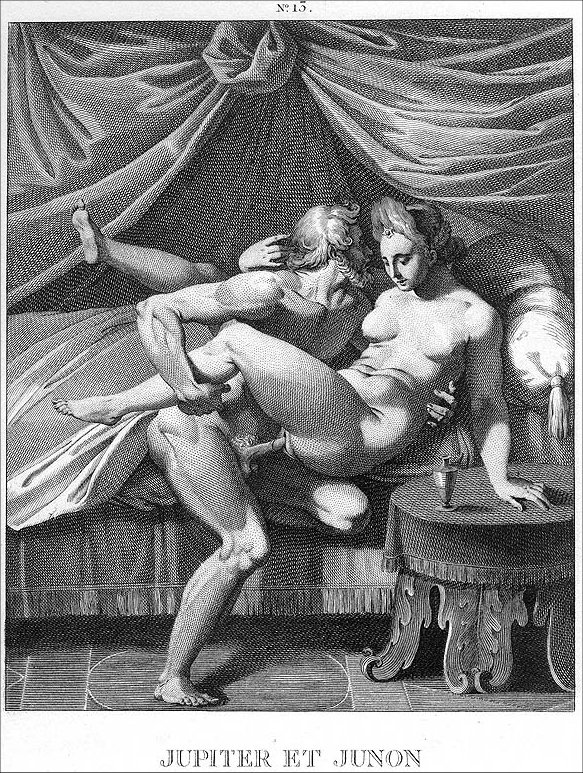
Gravat eròtic suposadament inspirat en Agostino Carracci (1557-1602).

Del renaixement italià en destaca I Modi (Les maneres), també conegut com Els setze plaers. Llibre eròtic que conté gravats d'escenes explícites de parelles en posicions sexuals. L'edició original va ser creada pel gravador Marcantonio Raimondi, basada en una sèrie de pintures eròtiques que Giulio Romano va realitzar per al nou Palau del Te, a Màntua. Sembla que l'edició original, publicada en 1524, va ser completament destruïda per l'Església catòlica. La segona edició, publicada en 1527, estava acompanyada de sonets escrits per Pietro Aretino que descrivien els actes sexuals dels gravats. Les il·lustracions originals van ser copiades probablement per Agostino Carracci, que és la versió que sobreviu.El text conservat és només una còpia d'una còpia que va ser descoberta quatre-cents anys després.
Durant el segle xvii van començar a circular nombrosos exemples de literatura pornogràfica o eròtica. Eren impresos principalment a Amsterdam i passaven de contraban a la resta de països europeus.
Al Regne de França l'obra precursora va ser L'École des filles, una obra anònima, que consisteix en un diàleg il·lustrat entre dues dones, una jove de setze anys i la seva cosina, i les seves discussions explícites sobre sexe.

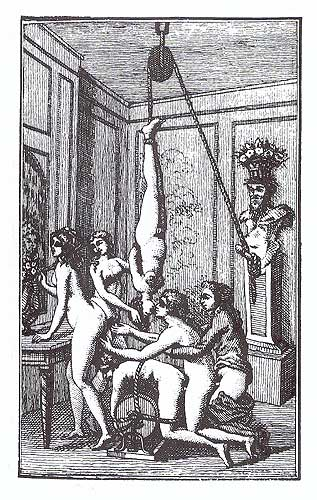
Il·lustració de Justine o els infortunis de la virtut del Marquès de Sade.

Durant la Il·lustració, molts lliurepensadors francesos van començar a explotar la pornografia com a mitjà de crítica i sàtira social contra l'Església catòlica i les seves actituds de repressió sexual. Aviat la burgesia va ser el mercat d'aquests pamflets barats produïts massivament.
Les històries i les il·lustracions, que es venien en les galeries del Palais-Royal, juntament amb els serveis de meuques, eren sovint anticlericals, plenes de sacerdots, monjos i monges indecorosos. També van tenir un caire polític, ja que la reina Maria Antonieta era sovint objecte de fantasies que la incloïen en orgies, activitats lèsbiques i pamflets que dubtaven de la paternitat dels seus fills amb rumors sobre la suposada insuficiència sexual de Lluís XVI. Durant i després de la Revolució Francesa es van imprimir les famoses obres del marquès de Sade sovint acompanyades d'il·lustracions.
A Anglaterra es publicaren les Memoirs of a Woman of Pleasure (més tard abreujades com a Fanny Hill). Van ser escrites el 1748 per John Cleland i satiritzaven les convencions literàries i els costums de moda a l'Anglaterra del segle XVIII. Però l'escàndol arribar per retratar a una dona, la narradora, gaudint i, fins i tot, delectant-se amb actes sexuals sense conseqüències físiques o morals.

### La fotografia

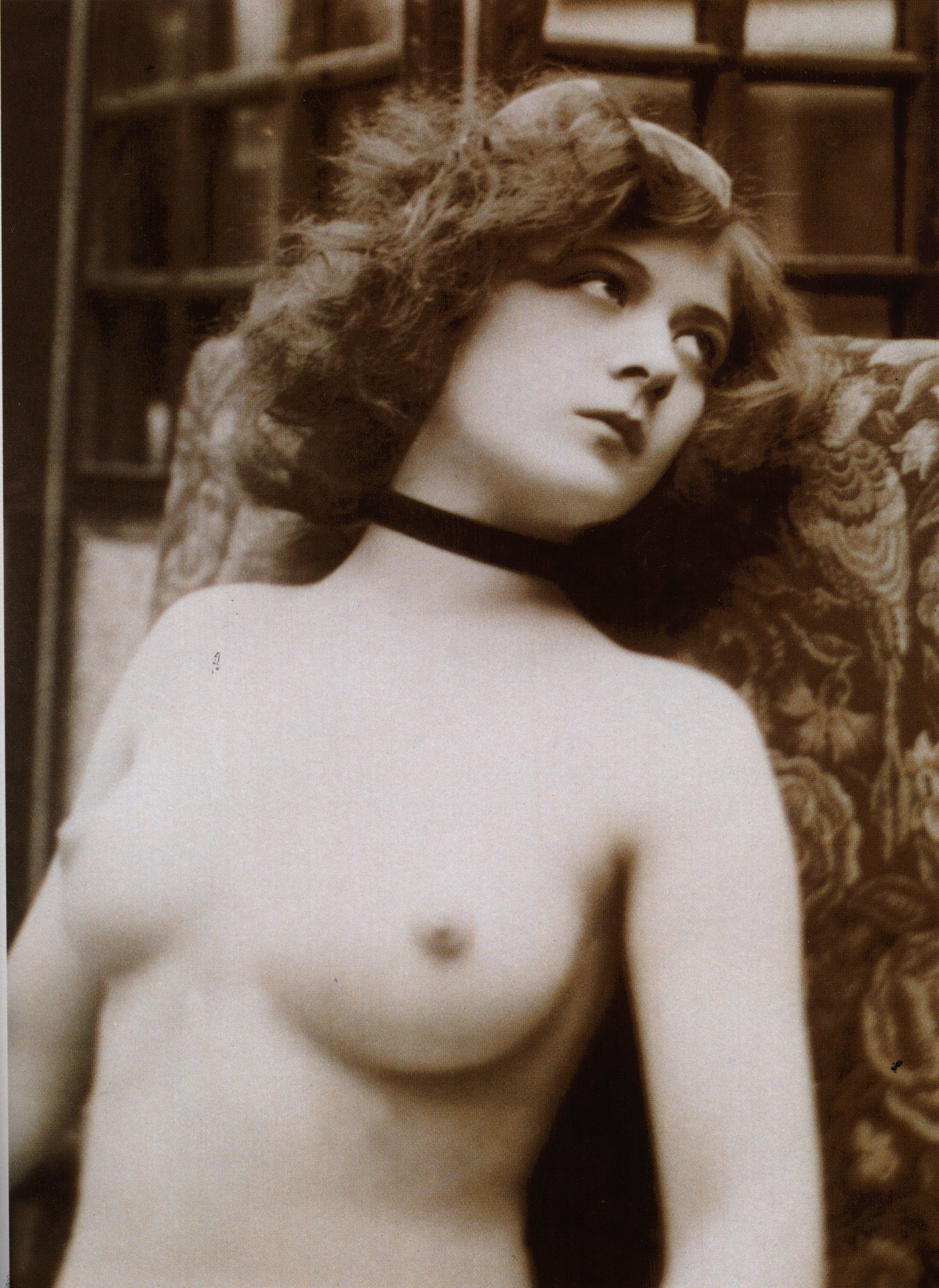
Fotografia d'un nu del.

El 1839, Louis-Jacques-Mandé Daguerre va presentar el primer procés factible de fotografia a l'Acadèmia de Ciències Francesa. A diferència dels mètodes anteriors, els seus daguerreotips tenien una qualitat i detalls impressionants i no disminuïen amb el temps. La nova tecnologia va facilitar noves representacions del cos femení nu. Tradicionalment, existien les «acadèmies» (académie) on els pintors feien estudis de nus per a dominar l'anatomia femenina o masculina. Cada acadèmia havia de ser registrada pel govern francès i les imatges havien de ser aprovades abans de poder-les vendre. Aviat, les fotografies de dones nues van començar a registrar-se com a acadèmiques i comercialitzar-se com a ajudes per als pintors. Tanmateix, el realisme d'una fotografia enfront de l'idealisme d'un quadre o un esbós feia que moltes fossin intrínsecament eròtiques. En Nude photography, 1840–1920 Peter Marshall assenyala: «En el clima moral dominant de l'època de la invenció de la fotografia, les úniques fotografies del cos oficialment aprovades eren les destinades a la producció d'estudis artístics. Molts dels exemples conservats de daguerreotips no eren clarament d'aquest gènere, comptant amb una sensualitat que implica que van ser concebudes com a imatges eròtiques o pornogràfiques.»
Amb tot els daguerreotips tenien defectes. El principal era que només podien ser reproduïts fotografiant la imatge original, pel fet que cada imatge era un original i tot el procés metàl·lic no usava negatius. A més, els primers daguerreotips tenien un temps d'exposició de 3 a 15 minuts, això els feia inviable per als retrats i, a diferència dels dibuixos, no podien mostrar accions. Les poses que els models adoptaven havien de mantenir-se rígidament durant un llarg temps. A causa d'això, la imatge pornogràfica estàndard va passar de les dues o més persones participant en actes sexuals a una dona solitària mostrant els seus genitals. No s'hi podia fer més. Atès que una imatge podia costar el salari d'una setmana, l'audiència d'aquests nus consistia majoritàriament en artistes i persones de classe alta. L'estereoscòpia va ser inventada el 1838 i es va tornar extremadament popular per als daguerreotips, incloent-hi les imatges eròtiques. Aquesta tecnologia produïa un tipus d'imatge tridimensional que s'adaptava força bé a les imatges eròtiques. Encara que es van crear milers de daguerreotips eròtics, només se'n conserven uns 800, la qual cosa fa que els originals assoleixin preus altíssims.
En 1841 William Fox Talbot va patentar el calotip, el primer procés amb negatiu que feia possible la realització de múltiples còpies. Aquest invent permetia produir un número gairebé il·limitat d'impressions a partir d'un negatiu de cristall i reduir el temps d'exposició. Això va fer que aquesta tecnologia fos immediatament emprada per a reproduir retrats nus. París aviat es va convertir en el centre d'aquest negoci. Si a la ciutat de la llum, el 1848 només hi havia tretze estudis fotogràfics, el 1860 n'hi havia uns 400 que les venien. A més, venedores itinerants també en venien d'amagat al costat de les estacions de tren. Sovint es produïen en sèries (de quatre, vuit o dotze) i s'exportaven a l'estranger, principalment a Anglaterra i els Estats Units. Les models i els fotògrafs solien ser de classe obrera, i l'excusa del posat artístic era cada vegada més difícil de justificar. Cap el 1855 ja no es registraven nus fotogràfics a les acadèmies; el negoci havia passat a la clandestinitat per vorejar les lleis.

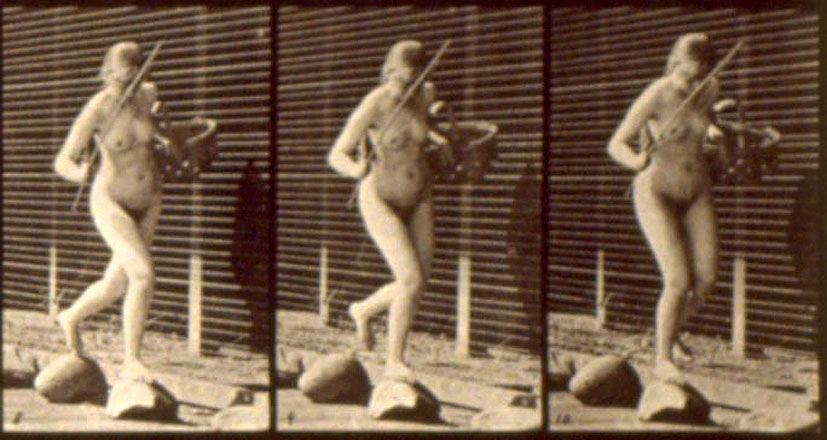
Eadweard Muybridge: dona caminant amb una canya de pescar (detall).

La tradició pornogràfica victoriana a la Gran Bretanya va tenir tres elements principals: fotografies franceses, gravats eròtics (venuts en botigues de Holywell Street, un carrer londinenc desaparegut per Aldwych) i literatura impresa. La capacitat de reproduir fotografies a l'engròs va fomentar l'auge d'un nou ofici, el comerciant de pornografia. Molts d'aquests comerciants van aprofitar el sistema postal per a enviar targetes fotogràfiques als seus subscriptors. Així, el desenvolupament d'un sistema postal internacional fiable va facilitar els inicis del comerç pornogràfic. La pornografia victoriana tenia diverses característiques distintives, ja que reflectia un punt de vista molt mecànic de l'anatomia humana i les seves funcions. La sexualitat de la model era sovint despersonalitzada, sense passió ni tendresa. En aquesta època es van fer populars les fotografies de dones nues d'ètnies exòtiques, sota el paraigua de la ciència. Estudis d'aquest tipus poden trobar-se en l'obra de Eadweard Muybridge.

## Revistes
El 1880 la impressió d'imatges en semitons va ser usada per a reproduir fotografies econòmiques i permetia reproduir fàcilment imatges pornogràfiques en blanc i negre. Aquest va ser el primer format que va permetre que la pornografia es convertís en un fenomen de masses, sent més assequible i accessible que abans.
A França van aparèixer aquestes revistes que incloïen fotografies de dones nues i seminues (sovint actrius de burlesc contractades com a models) a la portada i l'interior, i encara que actualment es considerarien softcore (‘toves'), van ser força escandaloses a l'època. Ràpidament, aquestes publicacions es van emmascarar com a «revistes d'art» o com a revistes que celebraven el nou culte naturista, amb títols com Photo Bits, Bodi in Art, Figure Photography, Nude Living i Modern Art for Men. Health and Efficiency, iniciada en 1900, va ser una revista naturista típica de la Gran Bretanya.
Una altra forma pionera de pornografia van ser els còmics paròdics coneguts com a Bíblies de Tijuana que van començar a aparèixer als Estats Units en els anys 1920 i van perdurar fins al començament de la publicació de revistes fotogràfiques a color per a homes. Es tractava d'escenes vulgars dibuixades a mà que empraven sovint personatges populars dels dibuixos animats i la cultura.

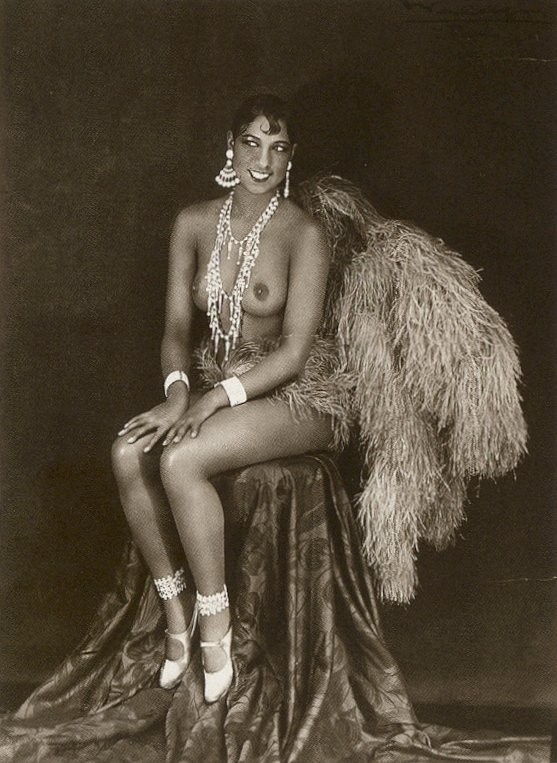
Joséphine Baker.

Els anys 1940 es va posar en circulació les noies de calendari (pin-up): eren imatges retallades de les revistes i calendaris per a homes i clavades amb xinxetes (pinned up) a la paret pels soldats estatunidencs durant la Segona Guerra Mundial. Mentre les imatges de la dècada dels quaranta van centrar-se, principalment, a les cames, a partir dels anys 1950 l'èmfasi va canviar a les mamelles. Betty Grable i Marilyn Monroe van ser dues de les models pin-up més populars. En els anys 1950 la pornografia va evolucionar cap a revistes masculines com a Playboy i Modern Man. De fet, el començament de les revistes pornogràfiques modernes va iniciar-se el 1953 amb la compra per part de Hugh Hefner d'una fotografia de Marilyn Monroe com a pòster central de la seva nova revista Playboy. Aviat, aquest tipus de revista va ser el principal mitjà de consum de pornografia.
Aquestes revistes incloïen dones nues o seminues, a vegades aparentment masturbant-se, si bé no es mostraven els seus genitals ni el seu borrissol púbic. Penthouse, fundada per Bob Guccione a Anglaterra el 1965, va adoptar una política diferent, ja que les dones miraven indirectament a la cambra, com si anessin a emprendre un idil·li privat. Aquest canvi d'èmfasi va influir en les representacions eròtiques. Penthouse també va ser la primera revista a publicar fotografies on es mostraven el borrissol púbic i nus integrals; fets que en l'època els ubicaven més enllà de l'erotisme i més a prop de la pornografia. A la fi dels anys 1960 les revistes van començar a incloure imatges més explícites, centrant-se sovint en les natges com a estàndard de què podia representar-se legalment. Cap els anys 1970,va evolucionar en mostrar la zona púbica i finalment, en els anys 1990, van incloure penetracions, lesbianisme i homosexualitat, sexe en grup, masturbacions i fetitxisme en les revistes més hardcore (‘dures') com Hustler.
Aviat es van crear revistes per a tots els gustos i fetitxes gràcies al baix cost de producció. Les revistes per a la comunitat gai van prosperar. La més notable, i una de les primeres, va ser Physique Pictorial, iniciada en 1951 per Bob Mizer, que també va ser usada per vendre els serveis de models masculins. Les fotografies de nus masculins eren produïdes per l'empresa Athletic Model Guild. És publicava en blanc i negre i va ser innovadora per l'ús de l'attrezzo i les disfresses per representar a icones gais com ara cowboys, gladiadors i mariners.

## Pel·lícules

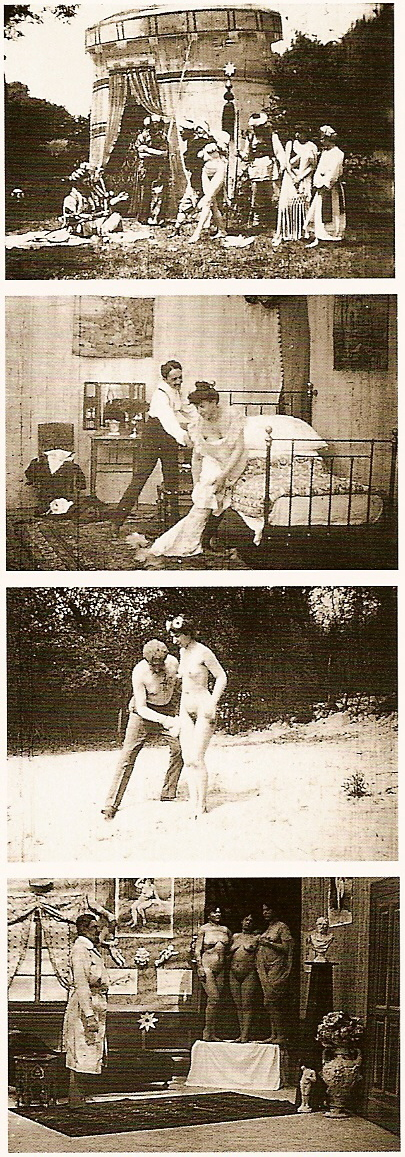
Imatges d'una de les primeres pel·lícules eròtiques austríaques de Johann Schwarzer

El següent avanç tecnològic que va afectarles representacions eròtiques va ser la invenció del cinema. William Dickson, un empleat de Thomas Edison, va inventar la primera pel·lícula de cel·luloide factible amb una grandària de 35 mm, estàndard que encara s'empra, i va desenvolupar el cinetoscopi, una màquina que mostrava a través d'un espiell un bucle continu de pel·lícula il·luminada per una font de llum d'Edison. Aquest va ser el predecessor del projector cinematogràfic.
Dickson va crear la seva pròpia companyia per a produir el mutoscopi, una màquina a manovella que mostrava pel·lícules per un espiell. Aquestes màquines generaven imatges en moviment gràcies a un tambor giratori de targetes d'il·lustracions. Sovint es van exhibir en localitzacions de platja amb seqüències de dones despullant-se o actuant com a model artístic. A la Gran Bretanya van ser primer conegudes com a màquines What the Butler Saw (‘el que va veure el majordom’).
La idea de projectar una pel·lícula cinematogràfica en una pantalla davant d'una audiència va ser una invenció europea. En 1895 Robert W. Paul i els germans Lumière van efectuar les seves primeres exhibicions públiques del projector cinematogràfic. Les pel·lícules pornogràfiques es van produir gairebé immediatament després que s'inventés el mitjà. Dos dels primers pioners van ser Eugène Pirou i Albert Kirchner que va dirigir la primera pel·lícula pornogràfica conservada sota el nom artístic de «Léar». La pel·lícula de 1896, Le Coucher de la Marie, mostrava a la senyora Louise Willy realitzant un estriptis. La pel·lícula de Pirou va inspirar un gènere de pel·lícules franceses pujades de to que mostraven dones despullant-se. Però Pirou va ser poc conegut com a productor de cinema
Segons el llibre Film Facts de Patrick Robertson, «la primera pel·lícula pornogràfica que pot datar-se definitivament és A L'Ecu d'Or ou la bonne auberge» produïda a França el 1908. La trama del film trama mostrava a un cansat soldat que té una aventura amb una serventa en una posada. L'argentina El Satario podria ser fins i tot més antiga, entre 1907 i 1912. Robertson també assenyala que «les pel·lícules pornogràfiques més antigues conservades formen part de la Col·lecció Kinsey d'Amèrica». Unas demostra que aviat es van establir les convencions pornogràfiques. Un visionat d'aquestes pel·lícules permet observar que ben aviat es va establir unes convencions. Per exemple, l'alemanya Am Abend (1910) és «una pel·lícula de deu minuts que comença amb una dona masturbándose sola en el seu dormitori, seguint escenes en les quals practica el coit, una fel·lació i una penetració anal amb un home.»
La postguerra va estimular encara més el creixement del mercat pornogràfic. Els desenvolupaments tecnològics, especialment la introducció d'equips de 8 mm i Super 8, van provocar una difusió massiva del cinema pornogràfic amateur.
Lasse Braun va ser un pioner de les produccions a color de qualitat que van ser originalment distribuïdes gràcies als privilegis diplomàtics del seu pare. La pornografia va ser legalitzada als Països Baixos el 1969, la qual cosa va portar a una explosió de la producció comercial. Ara que ser pornògraf era una ocupació legítima, no va haver-hi escassetat d'inversors per a finançar els mitjans tècnics necessaris per a elaborar un producte massiu i barat, però de qualitat. Grans quantitats d'aquesta nova pornografia, tant de revistes com de pel·lícules, van ser introduïdes de contraban en altres països europeus, on es venien de sotamà o eren exhibides en cineclubs «només per a socis».
La pel·lícula de 1971 Boys in the Sand va suposar diverses primícies pornogràfiques: va ser la primera pel·lícula pornogràfica gai àmpliament disponible, va ser la primera a incloure crèdits de repartiment i d'equip tècnic (si bé gran part sota pseudònims), a parodiar el títol d'una pel·lícula convencional (en aquest cas, The Boys in the Band) i a rebre una crítica del The New York Times.
En 1972 les pel·lícules pornogràfiques van aconseguir el seu punt de major notorietat als Estats Units amb Gola profunda i Behind the Green Door. Ambdues van aconseguir l'aprovació del públic i van convertir-se en fenòmens socials. El 1973 es va comercialitzar un altre èxit: The Devil in Miss Jones. Aquell any William Rotsler va afirmar que «les pel·lícules eròtiques han vingut per a quedar-se. Acabaran simplement per barrejar-se amb les pel·lícules convencionals i desapareixeran com a subgènere classificat. Res pot detenir això.» Tanmateix, a la Gran Bretanya Gola profunda va estar prohibida en el seu muntatge original fins a 2000 i no es va exhibir públicament fins a juny de 2005.

## Vídeos i reproduccions digitals

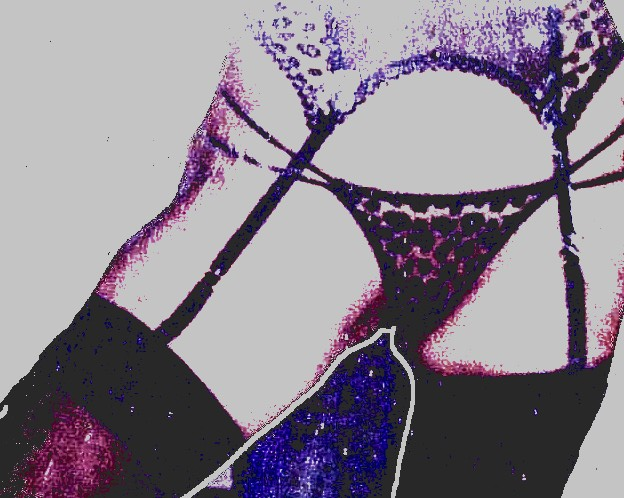
Fotografia eròtica manipulada digitalment.

Cap el 1982 la majoria de les pel·lícules pornogràfiques es produïen ja en cintes de vídeoperquè eren barates i pràctiques; tot i que la qualitat d'imatge produïda per aquest mitjà era menor. El canvi tecnològic va succeir quan els directors van veure que continuar rodant en pel·lícula ja no era una opció rendible. Aquest canvi va treure les pel·lícules de les sales de cinema per a introduir-les a les llars. El gènere va tornar aviat a les seves arrels mundanes i es va ampliar per a cobrir cada fetitxe possible, atès que rodar era ara molt més barat. La producció anual va passar de centenars a milers de pel·lícules, incloent-hi les recopilacions d'escenes de sexe publicades en altres vídeos.
Els CD-ROMs eròtics es van fer populars a la fi dels anys 1980 i principis dels 1990 perquè van incorporar l'innovador element de la interactivitat i la fantasia. No obstant això, tenien una qualitat dolenta, per la qual cosa quan Internet es va popularitzar les seves vendes van declinar.
Aproximadament al mateix temps que la revolució del vídeo, Internet es va fer un lloc predilecte per a molta gent, en oferir privacitat en el visionament de representacions eròtiques i pornogràfiques i l'oportunitat d'interactuar amb altra gent. Les càmeres digitals de vídeo i càmares fotogràfiques han difuminat les fronteres entre el cinema eròtic, la fotografia i les produccions professionals i amateur. Gran part de la pornografia actualment disponible és produïda per afeccionats. El format digital és revolucionari perquè permet als fotògrafs i directors de cinema manipular les imatges en formes abans impossibles, realçant el dramatisme o l'erotisme d'una obra.